# Peter Zagar
Peter Zagar (* 21. Dezember 1961 in Bratislava) ist ein slowakischer Komponist, Pianist und Musikpublizist.

## Leben
Nachdem er noch während der Gymnasialzeit 1977–1981 privaten Kompositionsunterricht von Víťazoslav Kubička erhalten hatte, studierte Peter Zagar 1981–1986 bei Ivan Hrušovský an der Hochschule für Musische Künste Bratislava (Vysoká škola múzických umení v Bratislave – VŠMU). 1987–1992 arbeitete er als Musikproduzent und Supervisor für den Slowakischen Rundfunk in Bratislava. 1992 erhielt er ein Stipendium für das Elektroakustische Studio GRAME in Lyon. In der Folge verbrachte er einige Monate im französischen Chartres als Musikschullehrer. In die Slowakei zurückgekehrt, war er ab der zweiten Hälfte der 1990er-Jahre freischaffender Komponist, Programmautor für die Slowakische Philharmonie, Übersetzer, Mitglied des Ensembles VENI, des Kammerorchesters Požoň sentimentál, der Alternativband Ali Ibn Rachid, VAPORI del CUORE u. a. 1999/2000 hatte er ein ArtsLink fellowship des Temple University Public Radio in Philadelphia. 2000–2016 war Zagar Leiter der Verlagsabteilung des Slowakischen Musikzentrums.

„Die musikalische Sprache von Zagars Kompositionen zeichnet sich durch das Bemühen aus, traditionelle kompositorische Ideale und modernen narrativen Wert zu synthetisieren. Er transformiert seine kompositorischen Ausgangspunkte, die oft aus Werken älterer Stilepochen stammen, und das Ergebnis der Anwendung dieser „doppelten Logik“ ist ein Werk, das als moderner Kommentar zu den bestehenden stabilisierten kulturellen Werten verstanden werden kann. Dieser Ausgangspunkt kann eine minimalistische Form […], ein Brahms-Konzept der Kammermusik […] oder eine traditionelle Form religiöser Musik sein. Gleichzeitig bringen Zagars Kompositionen nicht die Prinzipien der Polystilistik zum Vorschein, sondern eine synthetische Intention, die die ursprünglich widersprüchlichen Ausgangspunkte überbrückt.“

## Preise und Auszeichnungen
- 1995 Preis der Slowakischen Gesellschaft für Musikwissenschaft für Bozkali sa a plakali…
- 1998 Preis DOSKY für die Bühnenmusik zu Anton Tschechows Einaktern Der Heiratsantrag und Der Bär
- 1999 Ján-Levoslav-Bella-Preis für Kvinteto

## Werke (Auswahl)

### Musiktheater und Bühnenmusik
- Návšteva (Besuch). Musik zu einer Choreographie von Zuzana Hájková (1994)
- Though I closed myself as fingers. Musik zu einer Choreographie von Willi Dorner[2] und Marta Poláková[3] (1996)
- Šachmat (Schachmatt). Musik zu einer Choreographie von Zuzana Hájková (2002)
- Svätenie jari. Tanečná fantázia o odvahe žiť (Die Frühlingsweihe). Tanzfantasie über den Mut zum Leben (2005)
- Sen noci svätojánskej (Ein Sommernachtstraum). Ballett von Etienne Frey[4] nach William Shakespeare (2005)
- Veveričky (Eichhörnchen). Musical nach einem Text von Ján Uličiansky[5] (2007)[6]
- The Tempest. Zwei Tanzstücke (2014)
- Ghost/Prízrak (Geist). Musik zum Tanzstück von Peter Mika im Divadlo Štúdio tanca[7] in Banská Bystrica (2018)
- Rozprávka o šťastnom konci (Eine Geschichte über ein Happy End). Kinderoper nach einem Libretto von Daniel Hevier[8] und Svetozár Sprušanský[9] (2019)[10]

### Chor und Orchester
- Apocalypsis Ioannis nach der Offenbarung des Johannes aus dem Neuen Testament für Sopran, Mezzosopran, gemischten Chor und Streichorchester (1997)
- Magnificat für gemischten Chor und Streichorchester (2001)
- Os justi für gemischten Chor und Kammerorchester (2018)

### Orchester
- Konzert für Orchester (1986)
- Bozkali sa a plakali (Sie küssten einander und weinten…) (1994)
- Choral mit Variationen (2010)
- Nocturne (2012)
- Monolith. Orchestergemälde (2018)

### Solostimme und Orchester
- Zo Slovníka nejasných žiaľov nach dem Buch „The Dictionary of Obscure Sorrows“[11] von John Koenig für Gesang und Orchester (2017)

### Kammerorchester
- Hudba (Musik) für zwei Flöten, zwei Klarinetten, zwei Fagotte, Streicher und Tonband ad lib. (1988)
- Jednoduché odpovede na jednoduché otázky (Einfache Antworten auf einfache Fragen) (1999)
- Prelúdium, rondo a allegro für Violoncello und Kammerorchester (2001–2008)
- Blumentálsky tanec (Blumentaler Tanz)  Nr. 6 für zwei Oboen, zwei Hörner und Streichorchester (2019)

### Streichorchester
- Ouvertura giocosa (1985)
- Štyri skladby (Vier Stücke) (1993)
- Dies irae für Streichorchester und Cembalo (1998)
- Air Pollution (2000)
- Blumentálsky tanec (Blumentaler Tanz) Nr. 4 (2003)
- Blumentálsky tanec (Blumentaler Tanz)  Nr. 5 (2004)
- Adonisov zrod (Die Geburt des Adonis) (2005)
- Michalova Madona  (Michaels Madonna) (2006)

### Ensemble
- Hudbu k videu (Musik zu einem Video) für Flöte, Klarinette, Fagott, Klavier, vier Violinen, Viola und Violoncello (1990)
- Struny, kladivká, paličky (Saiten, Hämmer, Schlegel) für zwei Klaviere, zwei Schlagzeuger, drei Posaunen, Tuba und Akkordeon (2008)
- V kruhu (Im Kreis) für 15 Streichinstrumente (2015)

### Kammermusik
- Trio für Violine oder Klarinette, Violoncello und Klavier (1993)
- Streichquartett (1995)
- Kvinteto (Quintett) für Trompete oder Klarinette, Violine, E-Gitarre oder Viola, Violoncello und Klavier (1996–1998)
- Blumentálsky tanec (Blumentaler Tanz) Nr. 1 für Akkordeon und Schlagzeug (1999)
- Blumentálsky tanec (Blumentaler Tanz) Nr. 2 für Klarinette, Violine, Viola, Violoncello und Klavier (1999)
- Tao für Flöte, Violine, Akkordeon und Klavier (2001)
- Con passione für Violine, Akkordeon, Klavier und Kontrabass (2004)
- Duetto con codetta für zwei Violoncelli (2005)
- Etüde I für Streichquartett (2005)
- Etüde II für Streichquartett und Schlagzeug (2006)
- Jesenná pieseň (Herbstlied) für Klaviertrio (2010)
- Intermezzo für Streichquartett (2011)
- Pieseň pre Emőke (Lied für Emőke') für Flöte, Klarinette und Klavier (2013)
- Dominantný akord (Dominantakkord) für Violoncello und Akkordeon (2016)
- Intermezzo für Klarinette und Klavier (2021)
- Intermezzo II für Streichquartett (2021)
- Ekloga (Ekloge) für Streichoktett (2022)

### Klavier solo
- Poetická suita (Poetische Suite) (1983)
- Rhapsodie (1985)
- Une poire supplémentaire (1995)
- Blumentálsky tanec (Blumentaler Tanz) Nr. 3 (2000)
- Präludium (2011)

### Diverse Soloinstrumente
- Mata Hari für Akkordeon (1997, rev. 2002)
- Introduktion und Präludium für Violoncello (2000)
- Präludium für Orgel (2000)
- Smútočný spev (Klagelied) für Akkordeon (2001)
- Intrada für Orgel (2018)

### Stimme(n) und Instrument(e)
- Snívali sa mi ruky tvoje… (Es träumte mir von deinen Händen). Drei lyrische Lieder nach Texten von Maša Haľamová[12], Valentín Beniak[13] und Milan Rúfus für Sopran, Flöte und Klavier (1984)
- Biela cestička (Weißer Pfad) nach Worten von Salomėja Nėris für Sopran und Klavier (1987)
- Bratislavské kyrie (Bratislavaer Kyrie) für Sprecher, Flöte, Violine, Akkordeon und Klavier (2002)
- Štyri židovské ľudové piesne (Vier jiddische Lieder) für Bass, Violine, Akkordeon, Kontrabass und Klavier (2006, rev. 2014)
- Rozbitý tvar (Gebrochene Form) nach einem Text von Ján Boleslav Kladivo[14] (2009)
- V rozpakoch (In Verlegenheit) nach einem Text von Ján Boleslav Kladivo (2009)
- Veni, Emmanuel für Sopran, Alt, Bass, zwei Violinen, zwei Violen und Kontrabass (2009)

### Chor mit Instrumenten oder a cappella
- Ave Maria für gemischten Chor (1990)
- Hudba k pašiám (Musik zur Passion) für gemischten Chor und Orgel (1990)
- Pater noster für gemischten Chor und Orgel (1995)
- Žalm 131 (131. Psalm) für gemischten Chor (1998)
- Love in a Life nach einem Text von Robert Browning für gemischten Chor (2000)
- Uspávanka pre Titániu (Wiegenlied für Titania) nach Worten von William Shakespeare für gemischten Chor (2005)
- Antifóna na sviatok sv. Cecílie (Antiphon zum Fest der Heiligen Cäcilie) für Kinderchor und Orgel (2011)

### Filmmusik
- Dúhenka (deutscher Titel: Die Regenbogenfee), Regie: Branislav Mišík (2000)
- Cez prah (Über die Schwelle). Kurzfilm, Regie: Róbert Šveda (2002)[15]
- Kauza Cervanová[16], Regie: Robert Kirchhoff[17] (2013)

### Elektroakustische Werke
- Sen (Traum) (1985)
- Salve me (1989)
- Hudba zo štúdia (Musik aus dem Studio) für Klavier und Elektronik (1991)
- Hudba pre Paľa Macha (Musik für Palo Macho) (2007)

### Transkriptionen
- Eugen Suchoň: Drei Lieder für Bass und Orchester für Bass und Streichorchester (2008)
- Eugen Suchoň: Nox et solitudo für mittlere Stimme und Streichorchester (2008)
- Eugen Suchoň: Bačovské piesne (Hirtenlieder) für Bariton und Streichorchester (2008)
- Gioachino Rossini: La scala di seta (Die seidene Leiter). Oper in einem Akt, Fassung für Sänger und zehn Instrumentalisten (2018)

Zudem zahlreiche weitere Arbeiten für Theater und Rundfunk, Chorsätze, musikpädagogische Stücke, Volksmusikbearbeitungen und Transkriptionen von Stücken anderer Komponisten.

## CD-Diskographie (Auswahl)
- Hudba k videu – VENI ensemble, Experimentálne štúdio Bratislava – auf: VENI ensemble (Slowakischer Musikfonds, 1992)
- Hudba zo štúdia – Peter Zagar (Klavier), Experimentálne štúdio Bratislava – auf: elektroakustická hudba. Slovensko 1989–94 (Centrum pre elektroakustickú a computerovú hudbu, 1992)
- Stabat mater – auf: De profundis III (Slowakischer Musikfonds, 1994)
- Čakal som Ťa v Carltone…, Krajina obyčají, Decembrová suita – Požoň sentimentál – auf: Požoň sentimentál. Venované hansimu (Slowakischer Musikfonds, 1998)
- Streichquartett – Moyzes Quartett – auf: moyzes quartet. contemporary slovak quartet (Slowakischer Musikfonds, 1998)
- Hudba k videu, Trio, Štyri skladby, Kvinteto, Apokalypsis Iohannis – Jana Pastorková (Sopran), Petra Noskaiová (Mezzosopran), Camerata Bratislava; VENI ensemble; opera aperta ensemble; Kammersolisten Bratislava, Dirigent: Anton Popovič – auf: Peter Zagar. Apocalypsis (Slovart Records, 1999)
- Dve skladby – Boris Lenko (Akkordeon) – auf: Plasticity (Slovart Records, 2002)
- Blumentálsky tanec Nr. 2 – opera aperta ensemble – auf: opera aperta ensemble. post-minimal set (Mediálny inštitút, 2002)
- Introdukcia a prelúdium – Jozef Lupták (Violoncello) – auf: Jozef Lupták: Cello (Mediálny inštitút, 2003)
- Con passione – ALEA – auf: alea (Pavlík Records, 2008)
- Vážna hudba, Tao, Valčík na rozlúčku – Požoň sentimentál – auf: Požoň sentimentál. Minimal (AZYL Music, 2010)
- Mata Hari, Smútočný spev – Boris Lenko (Akkordeon) – auf: Boris Lenko. Homo Harmonicus (Pavlík Records, 2011)
- Blumentálsky tanec Nr. 3 – Elena Letňanová (Klavier) – auf: Elena Letňanová plays works by Slovak composers (Slowakischer Musikfonds, 2014)
- splnäný zäm: Rodiny, Malé oči, Nemusíš chodiť, Some Here, Svinstvo, Zatmenie, Your Language, Zmar, Happy Hour, Krištáľová Noc, Vetrík, Vždy som sa ťa bála – Martin Burlas, Martin Karvaš, Peter Zagar – auf: splnäný zäm. Industria plaču a rituálneho zabúdania (Real Music House, 2018)
- Great Dance (Part One), Themes and Variations, Plugged 4, Plugged 5, Alpine Songs 3 – Vapori del cuore – auf: Themes and Variations (Real Music House, 2019)
- memories of lost, gone by, ionofoby, gloom, závislosť na únave, summer memory, radiology, cry and sleep – Splnený zem: Martin Burlas (Gitarre, Theremin, Synthesizer, Radio), Peter Zagar (Klavier, Synthesizer), Martin Karvaš (Synthesizer) – auf: Splnäný zäm. závislosť na únave (2021)[18]